# Амменде, Эвальд
Э́вальд Амме́нде (22 декабря 1892 (3 января 1893) — 15 апреля 1936) — немецкий общественный деятель, публицист.

## Происхождение
Родился в Лифляндии в известной и богатой буржуазной семье, одной из самых влиятельных в Пярну. По происхождению балтийский немец. Крещён в приходе св. Николая в Пярну 14 февраля 1893 года. До конца жизни сохранял эстонское гражданство.
Династию основал переехавший в Прибалтику в 1794 году столяр Кристиан Людвиг Амменде (1767—1848). Его сын Якоб Дидрих (1811—1898), дед Эвальда по отцовской линии, в 24 года стал купцом 1-й гильдии в Ревеле, а впоследствии открыл торговый дом в Пернове. Финансовое благополучие семьи было нарушено Первой мировой войной, и бизнес был окончательно ликвидирован в 1928 году.
Отец — предприниматель Герман Леопольд (Герман Яковлевич) Амменде (20.10.1855 — 26.8.1934), который, помимо занятия бизнесом, был советником городской думы и председателем городского податного управления. Был награждён медалью «В память 300-летия царствования дома Романовых».
Выдавая замуж дочь Элен, Герман Амменде заказал петербургским архитекторам Миерицу и Герасимову виллу, которая была построена в 1905—1907 годах. В наши дни «Вилла Амменде» является достопримечательностью Пярну, в ней располагается знаменитый отель. По одним данным, в 1927 году Герман Амменде выехал в Германию, по другим, ещё в начале 1930-х годов имел поместье близ Митавы.
Мать — Марта Вильгельмина Кнох (1865 — ?).
Родители Амменде приходились друг другу троюродными братом и сестрой.
Помимо Эвальда в семье было ещё пять детей: сестра Элен (12.11.1886 — 1940) и братья Эрхард (20.11.1887 — 13.10.1907, умер в Целендорфе от диабета), Эрих (30.4.1889 — 6.11.1936, Вена), Эгон (8.7.1891 — 1919, служил в гвардии, арестован в Петрограде, умер в Петропавловской крепости от истощения, похоронен в общей могиле) и Эдгар (22.6.1894 — 5.7.1978).

## Жизнь и деятельность

### Ранние годы
Среднее образование получил в Перновской гимназии. Учился в одном классе с будущими эстонскими политиками — Юри Улуотсом, Йоханнесом Семпером и Йоханнесом Барбарусом. После окончания гимназии начал работать в семейном бизнесе.
В 1910 году Амменде поступил на коммерческое отделение Рижского политехнического института, поселившись на Бастионном бульваре 11, квартира 8, однако проучился всего один семестр, после чего перевёлся в Кёльнскую школу торговли. В это время однокурсником (возможно, даже одногруппником) Амменде был учившийся на том же отделении Василий Ульрих.
Будучи выходцем из богатой семьи, Амменде вёл в студенческие годы образ жизни, напоминавший будни золотой молодёжи. Так, знакомый по Пярну в ноябре 1910 г., в бытность Амменде в Риге, интересовался, не предаётся ли он «излишним развлечениям».
В Кёльне, помимо мелких проступков (несдача вовремя книг в библиотеку или несвоевременная регистрация в полиции), наличествовали и более серьёзные. Сохранилось составленное в июне 1912 года заключение городского прокурора о том, что русский подданный Амменде, проживавший на Титусштрассе, 14, и его знакомый, страховой служащий Рихард Мельтцер, в ночь с 27 на 28 февраля того же года производили на улицах в недозволенное время шум, а затем вступили в конфликт с полицейским Станиславом Варгулой, который якобы оскорбил Амменде, назвав его «русским мужланом». В результате Амменде, согласно протоколу, нанёс Варгуле телесные повреждения.
Похожее поведение было зафиксировано и после возвращения Амменде в Россию, о чем говорит записка его, очевидно, квартирной хозяйки в Петербурге:
Эвальд Германович,

Сегодня ко мне приходила жаловаться на вас плачущая жена швейцара, которая говорит, что вы вчера вернулись пьяный, едва держась на ногах, в 5 часов ночи и бросались её бить. Она страшно испугалась, тем более что, ничего не понимая, вы могли еще убиться в машине. Ничего подобного я допустить не могу. Я живу 12 лет в доме и никогда ничего подобного не было. Кроме этого ваши знакомые (двое) вошли в 5 часов ко мне в квартиру. Я уже не говорю что подобное ваше отношение несовместимо с достоинством интеллигентного человека, даже пьяного, но я прямо категорически заявляю, что не допускаю приведения ко мне ночью каких-либо своих знакомых, а тем более такое обращение с прислугой. И это мое решение безоговорочное. Как Вы бросались на швейцариху видел дворник сидевший у ворот.
Вместе с тем, в годы учёбы в Кёльне Амменде активно интересовался хозяйством соседних с Германией стран и в этой связи посетил Великобританию, Францию и Бельгию, а также некоторое время работал на фирме Harder&Co. в Гамбурге. Окончив курс обучения и защитив дипломную работу летом 1913 г., Амменде совершил поездку по Поволжью, чтобы изучить торговые операции с зерном и особенности крестьянских хозяйств.
По возвращении в Петербург Амменде собирался поступить на службу во Внешторгбанк (сохранилось его резюме, датированное 29 октября 1913 г.). Очевидно, эта идея не удалась, и Амменде решил продолжить образование в Тюбингенском университете. Согласно дошедшей до нас квитанции, им был оплачен летний семестр 1914 года, однако занятия прервала Первая мировая война. Амменде продолжил обучение уже в Московском коммерческом институте.
В годы Первой мировой войны Амменде работал в семейном бизнесе и в сфере снабжения в Южной России. Был делегатом от Эстляндии на Всероссийском продовольственном съезде (Москва, ноябрь 1917 года). Продолжил работу по снабжению и в годы Гражданской войны, будучи уполномоченным Центрального комитета снабжения по городам Лифляндии и Эстляндии, а также Пскова. По собственным словам, был торговым агентом между Лифляндией и Украиной в годы существования гетманата Павла Скоропадского (апрель-декабрь 1918 года).
Есть сведения, что в это же время Амменде состоял в военизированных формированиях: резервной милиции Пернова и прибалтийском ландвере.
Окончание войны позволило Амменде вернуться к образованию — в летний семестр 1920 года он снова учился в Тюбингене (очевидно, заочно).
В 1922 году Амменде защитил кандидатскую диссертацию на тему «Германские меньшинства в Европе. Их возникновение, организация и стремление к объединению» в Берлине (по другим данным, в Киле). Согласно архивным данным, это произошло в июле 1923 г. в Кёльне.
Наряду с научной и политической деятельностью занимался бизнесом, открыв в Пярну в 1922 году вместе с братом Эдгаром магазин колониальных товаров и платья «Меркатор».

### Общественная деятельность
В 1919—1922 гг. — сотрудник двух главных германоязычных газет Прибалтики: «Рижского обозрения» и «Ревельского курьера». В этом качестве он неоднократно посещал Советскую Россию и вел информационную кампанию по освещению тяжелого продовольственного положения там. В эти годы также был директором издательства, печатавшего «Рижское обозрение».
В 1922 году стал одним из основателей Союза немецких меньшинств Европы. В этом качестве вел переговоры с эстонским правительством, которые увенчались разработкой закона 1925 г. о культурной автономии немцев в Эстонии. О Лиге наций Амменде высказывался, что она является средством продвижения интересов государств, а не национальных меньшинств, которые должны самоорганизовываться. В этой связи отмечал, что решение проблемы национальных меньшинств кроется не в их ирредентизме, а во взаимном признании государства меньшинством, и наоборот. Продвигая свои идеи, активно взаимодействовал с общественностью ряда стран Европы, а также США. Деятельностью Амменде интересовались украинские националисты.
Несмотря на то, что Амменде являлся представителем давней германской традиции либерального национализма (хорошо известного по середине-второй половине XIX в. среди немецкого элемента Австрии), в литературе зачастую его именуют нацистом. Возможно, это связано с тем, что незадолго до смерти он начал сотрудничать с Антикоминтерном (организация, действовавшая под эгидой Министерства пропаганды Геббельса). Идеологически Амменде было чуждо использование нацистами немецкого нацменьшинства в интересах рейха. При этом, по данным польской разведки, Амменде демонстрировал русофильские настроения.
С 1935 г. — генеральный секретарь Международного конгресса национальных меньшинств (Вена-Женева).
Голодомор
Амменде активно участвовал ещё в информационном сопровождении кампании по борьбе с голодом в Поволжье и сам посетил Россию в 1921 г. в составе миссии Эстонского Красного креста. В 1931—1932 гг. следил за событиями Голодомора, затем выпустив книгу «Должна ли голодать Россия?» (1935), которая содержала фотографии Александра Винербергера, выполненные в 1932—1933 г. на Харьковщине.

## Смерть
Умер в немецком госпитале в Пекине во время кругосветного путешествия. Причиной смерти стал, как и в случае с братом Амменде Эрхардом, сахарный диабет. Некрологи появились во многих европейских изданиях преимущественно той направленности, которой занимался Амменде. После смерти Эвальда Амменде Международный конгресс национальных меньшинств возглавил его старший брат Эрих, однако он пережил брата всего на семь месяцев.
Похоронен на Кладбище Алеви в Пярну.

## Сочинения
- Die Hilfsaktion für Petersburg. Riga: R. Ruetz, 1920 (Sonderdruck aus Rigascher Rundschau).
- Die Agonie einer Weltstadt: Helft Petersburg! Riga: R. Ruetz, 1920 (Sonderdruck aus Rigascher Rundschau).
- Europa und Sowjet-Rußland. Berlin: K. Curtius, 1921.
- Pernaus Zukunft als Badeort (рукопись) // EAA. Ф. 5269, оп. 1, д. 20 (1926).
- Gefährdung des europäischen Friedens durch die nationale Unduldsamkeit. Wien: Jasper, 1927.
- Nationalitätenproblem, Abrüstung und Friedensfrage zu Beginn des Jahres 1928 // Rigasche Rundschau, Nr.7 (10.01.1928).
- Frage der organisierten Nationen // Rigasche Rundschau, Nr.194 (29.08.1929).
- Vatikan und Nationalitäten. Köln: Kölnische Zeitung, 1931.
- Die Nationalitäten in den Staaten Europas. Wien: Braumüller, 1932 (редактор-составитель).
- Zur Tragödie des Russlanddeutschtums. Eine Pflicht der Nation // Nation und Staat. № 7 (1933/34). S. 352—355.
- Wege zur Rettung des Russlanddeutschtums // DPO. № 7, Heft 2 (1934). S. 17—19.
- Muss Russland hungern? Wien: Braumüller, 1935 (английская версия — Human Life in Russia. London: Allen & Unwin, 1936).